# Fängelsepräst
Fängelsepräst är en präst som arbetar i fängelse. Under 1800-talet, då titeln var fångpredikant, handlade uppgiften mycket om att väcka medvetande om ånger.

### Fotnoter
1. ↑  Monika Olsson (26 februari 1998). ”Sveriges allmänna straffrättsutveckling under 1800-talet och brottsligheten under vintertinget 1841 och 1870 i Lysings härad, Östergötland”. Linköpings universitet. Arkiverad från originalet den 5 mars 2016. https://web.archive.org/web/20160305135835/http://hembygdsbok.odeshog.se/web/odeskult/internet.nsf/0/dd443ab9c07a61bfc12572a3002ce748/%24FILE/0.pdf. Läst 6 augusti 2012.